# 당나귀 투표

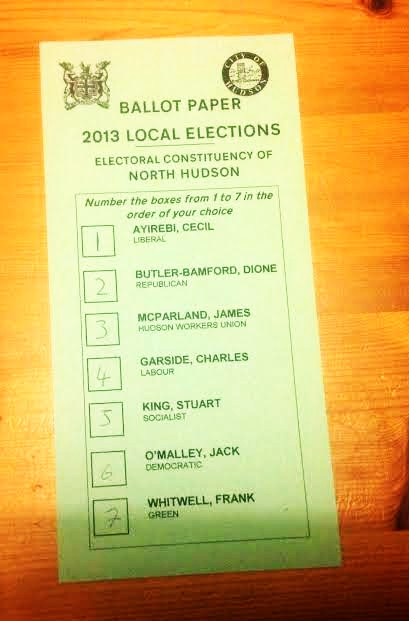

당나귀 투표(donkey vote)는 선거 때 아무 생각없이 무작위적으로 투표하는 행태를 가리키는 용어다. 오스트레일리아에서 기원했는데, 오스트레일리아의 선호투표제와 의무투표제 때문에 발생한 일이다.
선호투표제(Alternate Vote)란 지역구에서 한 명 뽑으면서도, 투표와 집계는 단기이양식처럼 하는 것을 말한다. 따라서 유권자들은 후보자들 모두에 대해 자기가 선호하는 순위를 투표용지에 표기해야 한다. 또, 의무투표제란 투표불참자에 대해 벌칙이 부과되는 것을 말한다. 오스트레일리아에서는 현재 20AUD의 과태료가 있다. 이 때문에 순전히 과태료를 피하려고 투표장에 나간 사람들 중에는 복잡한 순위매기기가 귀찮아서 위 또는 아래에서부터 1,2,3...으로 일련번호를 적는 사람들이 있다. 물론 이들 가운데에는 실제로 선호하는 순위가 그렇게 된 경우도 있을 수 있기 때문에, 이 모두를 당나귀 투표라고 할 수는 없다.
일반적으로 의무투표제를 시행하는 경우 투표장에는 나가지만, 귀찮거나 무지해서 아무렇게나 투표하는 사람의 비율이 1-2% 정도는 되리라고 추측된다.